# عمر بيردوينا
عمر بيردوينا (بالإنجليزية: Omar Berdouni)‏ هو ممثل بريطاني، ولد في 20 يوليو 1979 في المغرب.

## أعمال

### أفلام
- (2013) القبطان فيليبس

## وصلات خارجية
- عمر بيردوينا على موقع IMDb (الإنجليزية)
- عمر بيردوينا على موقع قاعدة بيانات الفيلم (الإنجليزية)